# Efferia tuberculata
Efferia tuberculata este o specie de muște din genul Efferia, familia Asilidae. A fost descrisă pentru prima dată de Daniel William Coquillett în anul 1904. Conform Catalogue of Life specia Efferia tuberculata nu are subspecii cunoscute.